# História de gênero
A história de gênero é um subcampo da história e dos estudos de gênero, que analisa o passado a partir da perspectiva de gênero . É um resultado da história das mulheres . A disciplina afirma de qual forma os eventos históricos e periodização impactam as mulheres de forma diferente dos homens. Por exemplo, num artigo influente de 1977, "As mulheres tiveram um Renascimento?", [Joan Kelly]] questionou se a noção de Renascimento era relevante para as mulheres.  Historiadores de gênero também estão interessados em como a diferença de gênero foi percebida e configurada em diferentes momentos e lugares, geralmente partindo do pressuposto de que tais diferenças são socialmente construídas. Essas construções sociais de gênero ao longo do tempo também são representadas como mudanças nas normas de comportamento que se espera das pessoas que são rotuladas de mulheres, como por exemplo, maneira de falar, de agir e se vestir. Aqueles que estudam a história do gênero observam mudanças nas normas  de comportamento e interpretam o que essas mudanças dizem sobre o social/cultural/político de cada sociedade.

## Historiadoras de mulheres e histórias de gênero
Historiadores e acadêmicos especializados em mulheres fizeram a diferenciação entre os termos "gênero" e "sexo". O sexo foi definido como uma constituição biológica de um indivíduo, imposta socialmente, enquanto o gênero foi definido como a identidade escolhida por um indivíduo, a partir de sua vivência e identificação.  Natsuki Aruga argumentou que o trabalho das historiadoras femininas em relação ao gênero ajudou a solidificar a distinção entre gênero e sexo, contribuindo para uma nova percepção.  Os estudos femininos e o feminismo fazem parte da base dos estudos de gênero, dos quais a história de gênero é um subcampo. Kathleen Brown afirmou que há um nível de dificuldade em determinar uma distinção entre estudos femininos e estudos de gênero, pois não há uma definição única e abrangente do que significa ser mulher. Isto, por sua vez, conduz à dificuldade em determinar uma distinção entre as histórias das mulheres e as histórias de género. 
Enquanto alguns historiadores hesitam em aceitar o título de "mulheres historiadoras", outras o assumiram de bom grado e optaram pelo termo. Aqueles que aceitaram o título tendem a dar grande ênfase ao estudo em relação à história feminista e ao papel que o gênero desempenhou como fator organizacional do estado. O foco das historiadoras também se deslocou para a política do Partido Democrata e para o domínio da política, incluindo a equidade salarial, que faz parte da história social e política. 

## Impacto
Apesar de sua vida relativamente curta, a história de gênero (e sua precursora, a história das mulheres) teve um efeito bastante significativo no estudo geral da história . Desde a década de 1960, enquanto o campo inicialmente pequeno alcançou um certo grau de aceitação, passou por fases diferentes, cada uma com seus próprios desafios e problemáticas, mas sempre causando algum tipo de impacto na disciplina histórica. Embora algumas mudanças no estudo da história tenham sido bastante relevantes, incluindo o aumento do número de publicações de livros sobre mulheres famosas ou simplesmente a admissão de um número maior de mulheres na profissão de historiadoras, outras influências são mais sutis, embora possam ser politicamente mais inovadoras no final. Em 1970, historiadores de gênero passaram a documentar as expectativas, aspirações e status das mulheres comuns, enaltecendo a vivência de vidas comuns para além de grandes nomes. Assim, nos anos 80, com a ascensão do movimento feminista, o foco mudou para a descoberta da opressão e discriminação das mulheres. Hoje em dia, a história do género centra-se mais na cartografia da agência feminina e no reconhecimento das conquistas femininas em vários campos que eram normalmente dominados pelos homens. 

### Dentro da profissão
De acordo com a historiadora Joan Scott, o conflito ocorreu entre historiadoras da História das Mulheres e outros historiadores de várias maneiras.  Na Associação Histórica Americana, quando as feministas afirmaram que as historiadoras eram tratadas de forma desigual dentro do campo historiográfico e sub-representadas na associação, elas estavam essencialmente fazendo acusações de negligência histórica por parte dos historiadores tradicionais. As noções de profissionalismo não foram rejeitadas imediatamente, mas foram acusadas de serem tendenciosas.

### História suplementar
Segundo Jean Scott, a construção da História das Mulheres como "suplementar" ao resto da história teve um efeito semelhante. À primeira vista, um suplemento simplesmente acrescenta informações que teriam sido invisibilizadas da história geral, mas, como Scott ressalta, a história de gênero vai além de suplementar, ela questiona por que as informações foram deixadas de fora. Sempre que se percebe que uma mulher está ausente da história escrita, a História das Mulheres primeiro narra sua vivência, segundo, examina quais mecanismos permitiram sua ocultação e, pergunta quais outras informações ignoraram.

### Teoria de gênero
Por fim, o advento da teoria de gênero desafiou de forma decisiva as ideias comuns da História, incluindo as dos estudiosos que se dedicavam a História das Mulheres. A crítica pós-moderna à essencialização de grupos socialmente construídos, sejam eles grupos de gênero ou outros, apontou as fraquezas em vários tipos de história. No passado, os historiadores tentaram descrever a experiência compartilhada de um grande número de pessoas partindo de uma homogeneização, como se essas pessoas e suas experiências fossem uniformes. As mulheres têm identidades múltiplas, influenciadas por uma série de fatores, incluindo raça e classe, e qualquer análise da história que misture suas experiências não consegue fornecer uma imagem precisa sobre suas vivências.

## História da masculinidade
A história da masculinidade surgiu na década de 1990, evidenciada por numerosos estudos de homens em grupos e como os conceitos de masculinidade moldam seus valores e comportamento.  Gail Bederman identificou duas abordagens fundamentais: uma que emergiu da história das mulheres e outra que a ignorou:
Dois tipos de "história dos homens" estão sendo escritas atualmente. Uma se baseia em vinte anos de estudos sobre história das mulheres, analisando a masculinidade como parte de processos culturais, sociais e de gênero mais amplos. O outro... olha para o passado para ver como os homens das primeiras gerações entendiam (e entendiam mal) a si mesmos como homens. Os livros do segundo tipo ignoram principalmente as descobertas e a metodologia da história das mulheres. 

## Gênero na religião
Em todo o mundo, a religião é formada em torno de uma figura divina e sobrenatural. Embora a ideia da figura divina e sobrenatural varie de religião para religião, cada uma delas é estruturada em torno de diferentes conceitos do que significa ser masculino e feminino. Muitas religiões, mulheres ou símbolos de divindades femininas são adorados por sua fertilidade.  Além disso, a religião de uma cultura geralmente corresponde diretamente ou é influenciada pela estrutura de gênero da cultura, como as estruturas familiares e/ou o estado. Portanto, a estrutura religiosa e a estrutura de género trabalham em conjunto para formar e definir uma cultura, criando as estruturas definidoras de igualdade e uniformidade. 

### História da Masculinidade
- Bederman, Gail. Masculinidade e civilização: uma história cultural de gênero e raça nos Estados Unidos, 1880-1917 . Chicago: Chicago University Press, 1995.
- Connell, RW Masculinidades . Berkeley: University of California Press, 1995.
- Dierks, Konstantin. "História dos Homens, História de Gênero ou História Cultural?" Gênero e História 14 (2002): 147–51
- Ditz, Toby L. "A Nova História dos Homens e a Peculiar Ausência de Poder de Gênero: Algumas Soluções da História de Gênero Americana Primitiva", Gender & History 16 (2004): 1-35
- Dorsey, Bruce. "Um Mundo de Homens: Revisitando Histórias de Homens e Gênero." Reviews in American History 40#3 (2012): 452–458. on-line
- Gorn, Elliott J. A Arte Máscula – Prêmio de Luta Bare-Knuckle na América (1986)
- Griswold, Robert L. Paternidade na América: Uma história (1993)
- Rotundo, E. Anthony. Masculinidade americana: transformações na masculinidade da Revolução à era moderna (1993). trecho
- Soine, Aeleah. "O 'problema de gênero' na enfermagem: masculinidade e cidadania na Alemanha tardia de Guilherme." German Studies Review 42.3 (2019): 447–467, sobre como as mulheres substituíram os homens na enfermagem alemã. trecho
- Tosh, John . Masculinidade e masculinidades na Grã-Bretanha do século XIX: Ensaios sobre gênero, família e império (Routledge, 2017).
- Traister, Bryce. “Viagra Acadêmico: A Ascensão dos Estudos Americanos sobre Masculinidade”, American Quarterly 52 (2000): 274–304 em JSTOR